# Tomasz Głogowski

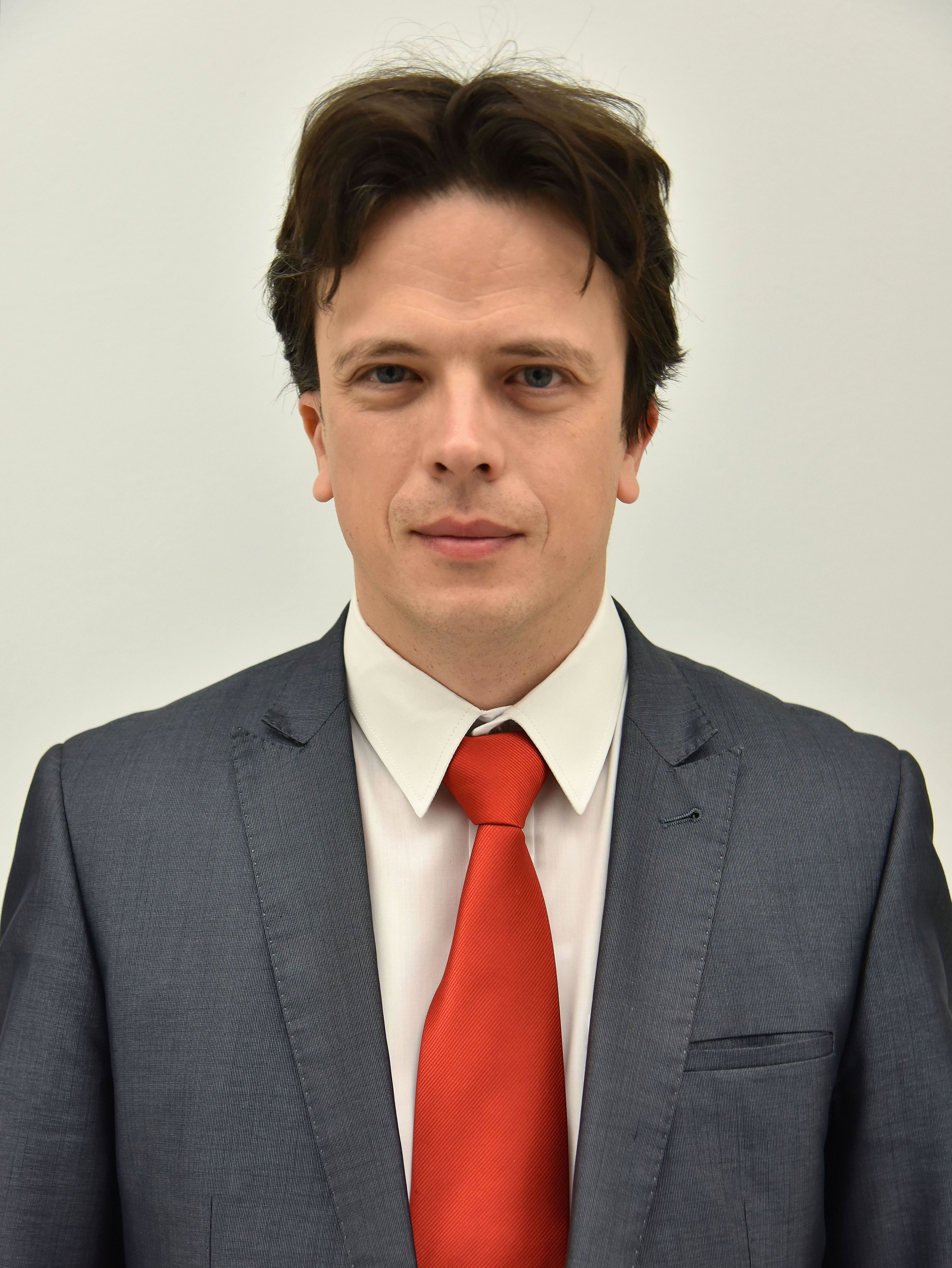
Tomasz Głogowski (2016)

Tomasz Marian Głogowski (* 30. Dezember 1974 in Tarnowskie Góry) ist ein polnischer Politiker (AWS, PO). Seit 2005 ist er Abgeordneter des Sejm der Republik Polen in der V., VI., VII., VIII. Wahlperiode, IX. und X. Wahlperiode.

## Ausbildung und beruflicher Werdegang
Tomasz Głogowski studierte polnische Philologie an der Schlesischen Universität in Katowice und erlangte dort 1999 seinen magister über die Bikiniarze, einer Jugendkultur in Polen bis Ende der 1950er Jahre, als soziales und literarisches Phänomen im Kreis von Leopold Tyrmand. Anschließend verblieb er an der Universität und verteidigte 2003 seine Dissertation im Fach Geisteswissenschaften im Bereich der Literaturwissenschaft über die Zeitschrift Przemiany zur Zeit des polnischen Oktobers 1956. Nach seiner Promotion war Głogowski als Dozent an der Schlesischen Universität in Katowice und an der Akademia Polonijna in Częstochowa tätig.

## Politische Laufbahn
Bei den Selbstverwaltungswahlen 1998 kandidierte Głogowski erfolglos auf der Liste der Akcja Wyborcza Solidarność für den Stadtrat von Tarnowskie Góry. Er ist seit 1999 Mitglied der Związek Górnośląski (Oberschlesischen Union) und trat im Jahr 2002 erfolgreich bei den Selbstverwaltungswahlen für das Wahlkomitee KWW „Przymierze Śląskie“ (Schlesische Allianz) bei der Wahl zum Stadtrat von Tarnowskie Góry an. Im Jahr 2003 wechselte er zur Platforma Obywatelska.
Bei der Parlamentswahl 2005 kandidierte Głogowski für die PO im Wahlkreis Nr. 29 auf Listenplatz 5. Die PO konnte im Wahlkreis vier der zehn Sitze gewinnen und Głogowski erhielt mit 6.812 (2,94 %) der abgegebenen gültigen Stimmen das letzte Mandat der PO auf der Liste. Während der V. Wahlperiode war er Mitglied im Staatlichen Kontrollausschuss, im Ausschuss für Bildung, Wissenschaft und Jugend (bis Juni 2007) und im Ausschuss für Sozialpolitik (ab Juni 2007). Bei der vorgezogenen Parlamentswahl 2007 trat Głogowski erneut im Wahlkreis 29 an, dieses Mal aber auf Listenplatz 4 der Platforma Obywatelska. Die PO erreichte im Wahlkreis sechs der zehn Mandate und Głogowski konnte mit 20.744 (6,30 %) der gültigen abgegebenen Stimmen seinen Wahlerfolg im Vergleich zu 2005 mehr als verdoppeln. Die gesamte VI. Wahlperiode war er Mitglied im Ausschuss für Kultur und Medien und im Ausschuss für Angelegenheiten der Europäischen Union.

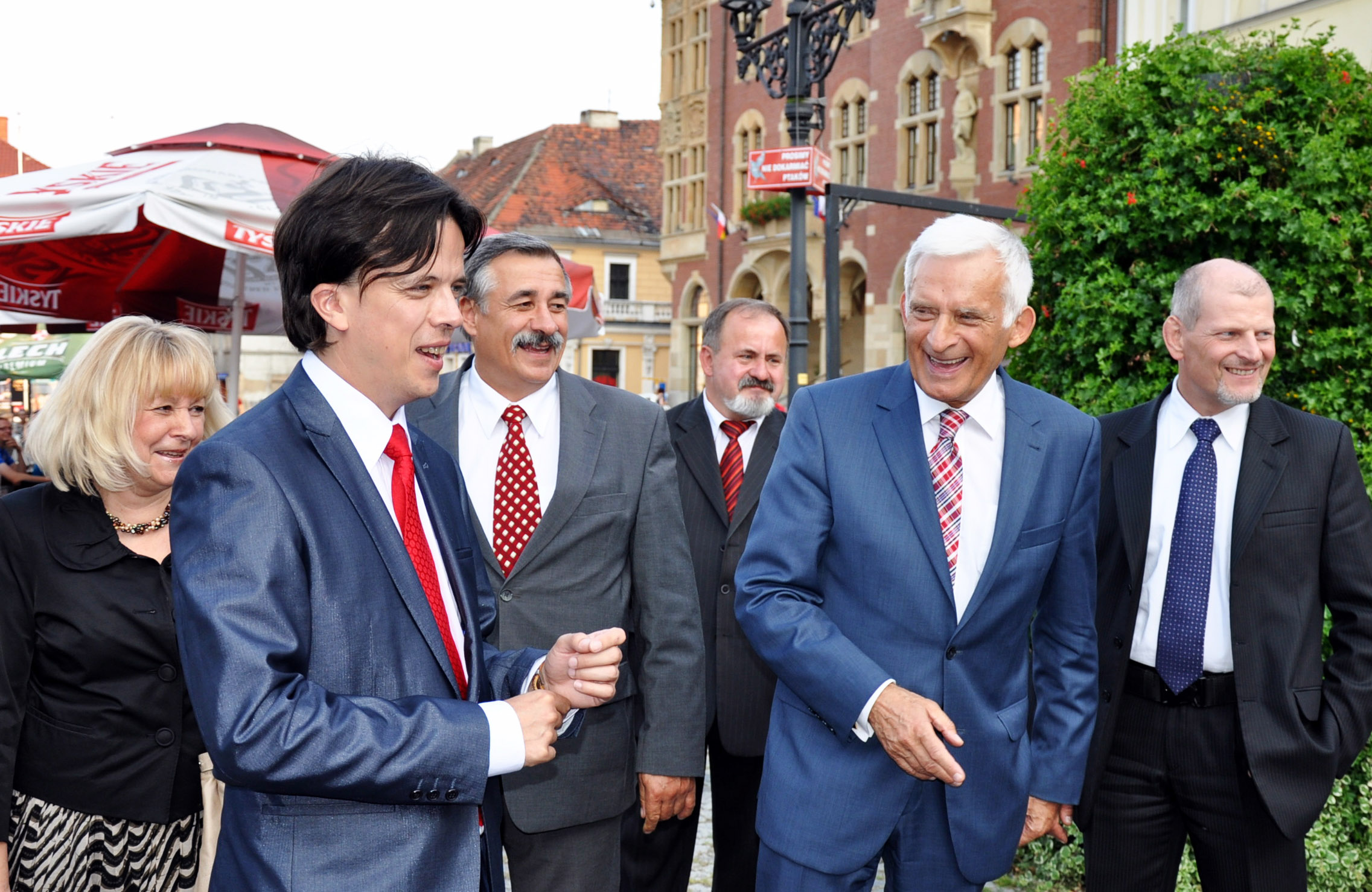
Tomasz Głogowski und Jerzy Buzek (2. von rechts) am 1. September 2011

Im Jahr 2011 bewarb sich Głogowski bei der Parlamentswahl wie schon bei der letzten Wahlen erneut auf Listenplatz 4 der Platforma Obywatelska im Wahlkreis Nr. 29 um ein Mandat im Sejm der Republik Polen. Mit 15 649 (5,57 %) erreichte er das zweitbeste Wahlergebnis auf der Liste der PO und sicherte sich so erneut seinen Einzug in den Sejm; die PO konnte bei dieser Wahl sechs von nun nur noch neun Mandaten im Wahlkreis erringen. In dieser Wahlperiode war er Mitglied im Ausschuss für Angelegenheiten der Europäischen Union und stellvertretender Vorsitzender im Ausschuss für die Geschäftsordnung und die Angelegenheiten der Abgeordneten. Für eine vierte Amtszeit als Abgeordneter des Sejm kandidierte Głogowskibei der Parlamentswahl 2015. Sowohl Głogowski selbst als auch die Platforma Obywatelska verloren deutlich an Zustimmung im Wahlkreis: Głogowski, der erneut auf Listenplatz 4 angetreten war, erhielt nur 8.982 (3,06 %) der abgegebenen gültigen Stimmen; dies reichte gerade um erneut in den Sejm einziehen zu können. Neben den beiden Ausschüssen, in denen er schon in der letzten Wahlperiode war, war er 2015 auch Mitglied im Sonderausschuss zur Prüfung eines Resolutionsentwurfs zur Änderung des Geschäftsordnung des Sejm. Bei den Parlamentswahlen 2019 und 2023 kandidierte er jeweils erfolgreich für das Wahlbündnis Koalicja Obywatelska, an dem sich die PO beteiligte.

## Privatleben
Tomasz Głogowski ist seit 2005 verheiratet und hat drei Kinder.

## Werke (Auswahl)
- Tyrmand – bikiniarz, konserwatysta. Szkice o literaturze i obyczaju (= Obrazy literatury XX wieku. Tom VI). Wydawnictwo Gnome, Katowice 2001 (polnisch, glogowski.pl [PDF; 13,8 MB; abgerufen am 30. Mai 2019]).
- Przemiany (1956–1957) – zapomniany tygodnik „Śląskiego Października“. In: Zeszyty Prasoznawcze. Nr. 3–4 (167–168). Kraków 2001, S. 131–142 (polnisch, malopolska.pl [PDF; 17,5 MB; abgerufen am 30. Mai 2019]).
- Pismo „śląskiego Października“. Tygodnik społeczno-kulturalny „Przemiany“ (1956–1957). Wydawnictwo Uniwersytetu Śląskiego, Katowice 2005 (polnisch, glogowski.pl [PDF; 663 kB; abgerufen am 30. Mai 2019]).

### Biographien und Lebensläufe
- Tomasz Głogowski. Nasi Absolwenci. In: Uniwersytet Śląski w Katowicach. 27. April 2015, abgerufen am 30. Mai 2019 (polnisch).
- Kim jestem. In: www.glogowski.pl. Abgerufen am 30. Mai 2019 (polnisch).